# Alias (POSIX)
Pour les articles homonymes, voir Alias.
La commande alias que proposent de nombreux shells informatiques permet de définir de nouvelles commandes. Elle s'emploie principalement pour abréger une commande avec ses options ou rajouter par défaut des options à une commande régulièrement utilisée.
Sous sh et ses dérivés,
- alias ll='ls -l' crée la commande ll qui exécutera ls -l.
- alias ll rappelle la définition de ll.

POSIX prévoit le fonctionnement et les options de alias, qui peut aussi afficher les définitions de celles préalablement créées.
- L'exécution d'un alias est équivalente à celle de sa définition.
- La commande alias sans argument affiche la liste de tous les alias en cours.
- Un alias défini en cours de shell sera oublié à la fermeture de ce dernier.
- Si un alias redéfinit une commande, celle-ci reste accessible en la préfixant par une barre oblique inversée

Après alias ls='ls -ls'
- ls exécute la commande ls avec les options qui créent une liste détaillée des fichiers par ordre de taille.
- \ls exécute la commande ls avec ses options par défaut, qui renvoient une liste alphabétique des noms de fichier[2].

Les alias sont habituellement définis dans le fichier de démarrage du shell (~/.bashrc pour bash).
Certaines distributions comme Debian réservent un fichier .bash_aliases, qu'il faudra appeler dans .bashrc

## unalias
unalias ll supprime l'alias ll, mais seulement pour le shell courant. Il faudra supprimer sa définition dans le fichier idoine.
unalias -a supprime toutes les définitions d'alias, encore une fois uniquement dans le shell courant.